# Riano
Riano es un municipio situado en la ciudad metropolitana de Roma Capital, en la región del Lacio, Italia. Tiene una población estimada, a fines de marzo de 2023, de 10 341 habitantes.

## Evolución demográfica
| Gráfica de evolución demográfica de Riano entre 1861 y 2023 |
|                                                             |
| Fuente: ISTAT - Elaboración gráfica de Wikipedia            |